# Neffiès
Neffiès is een gemeente in het Franse departement Hérault (regio Occitanie). De plaats maakt deel uit van het arrondissement Béziers. Neffiès telde op 1 januari 2022 1.018 inwoners.

## Geografie
De oppervlakte van Neffiès bedroeg op 1 januari 2022 10,92 vierkante kilometer; de bevolkingsdichtheid was toen 93,2 inwoners per km².

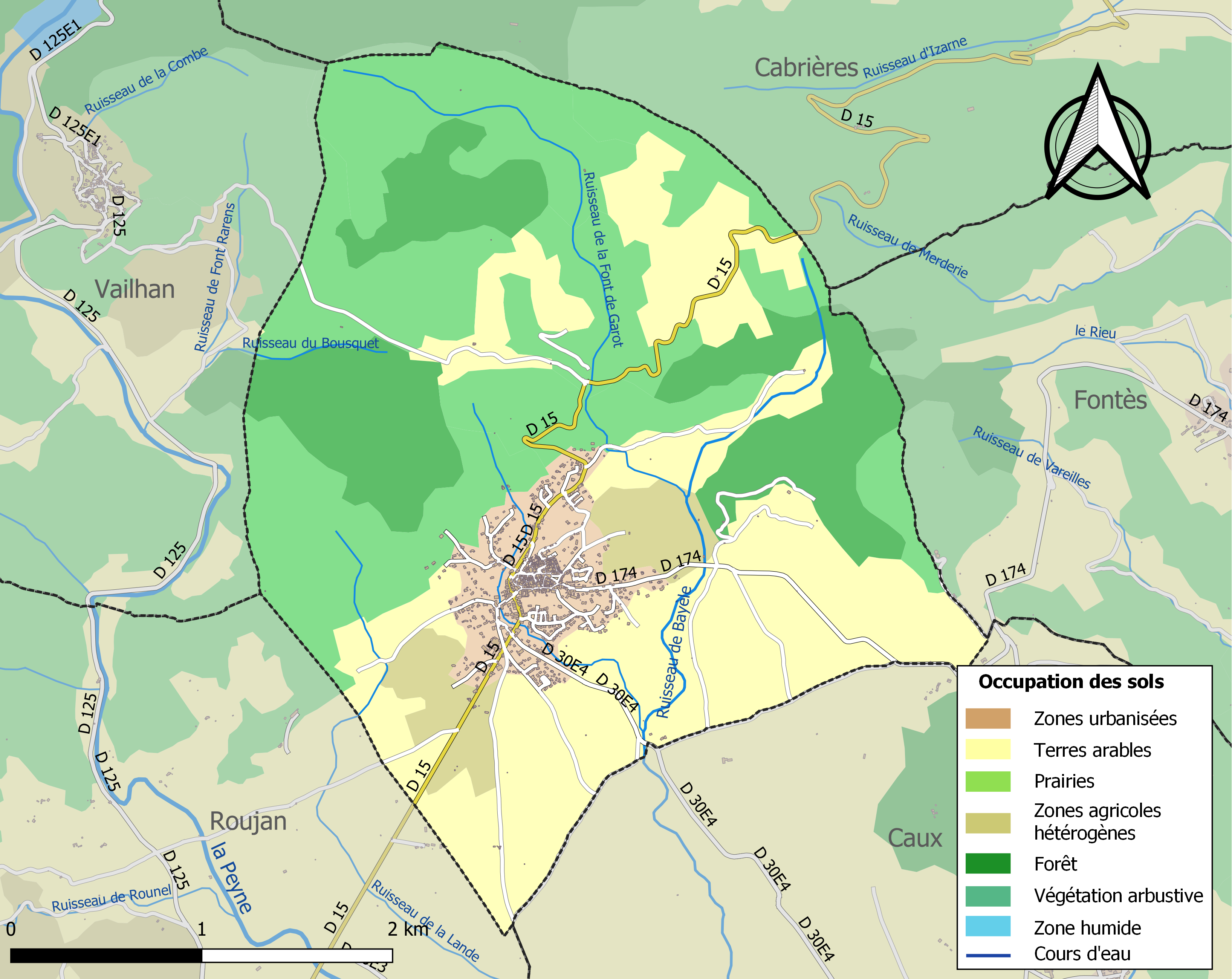
Kaart van de gemeente met belangrijkste infrastructuur, bodemgebruik en omliggende gemeenten

## Demografie
Onderstaande figuur toont het verloop van het inwonertal (bron: INSEE-tellingen).